# Critical Reviews in Therapeutic Drug Carrier Systems
Critical Reviews in Therapeutic Drug Carrier Systems, abgekürzt Crit. Rev. Ther. Drug Carrier Syst., ist eine wissenschaftliche Fachzeitschrift, die vom Begell House-Verlag veröffentlicht wird. Die Zeitschrift wurde 1984 unter dem Namen CRC Critical Reviews in Therapeutic Drug Carrier Systems gegründet. Im Jahr 1990 wurden die Buchstaben CRC gestrichen, die Zeitschrift erscheint mit sechs Ausgaben im Jahr. Es werden Übersichtsarbeiten veröffentlicht, die sich mit Systemen zur Arzneimittelfreisetzung beschäftigen.
Der Impact Factor lag im Jahr 2014 bei 4,259. Nach der Statistik des ISI Web of Knowledge wird das Journal mit diesem Impact Factor in der Kategorie Pharmakologie und Pharmazie an 36. Stelle von 254 Zeitschriften geführt.